# Andrzej Bieniek (ekonomista)
Andrzej Bieniek, ps. „Krawczyk”, „Drabek” (ur. 17 października 1895 w Bratucicach, zm. 26 lipca 1944 w Warszawie) – polski ekonomista, doktor nauk ekonomicznych, wykładowca w tajnej Szkole Głównej Handlowej w Warszawie, legionista, porucznik Wojska Polskiego, żołnierz Armii Krajowej.
Od 1942 kierował Wydziałem Centralnej Księgowości wchodzącym w skład VII Oddziału Komendy Głównej Armii Krajowej, noszącego nazwę: Biuro Finansów i Kontroli. Rozstrzelany 26 lipca 1944 w ruinach getta w Warszawie.

## Okres przed II wojną światową

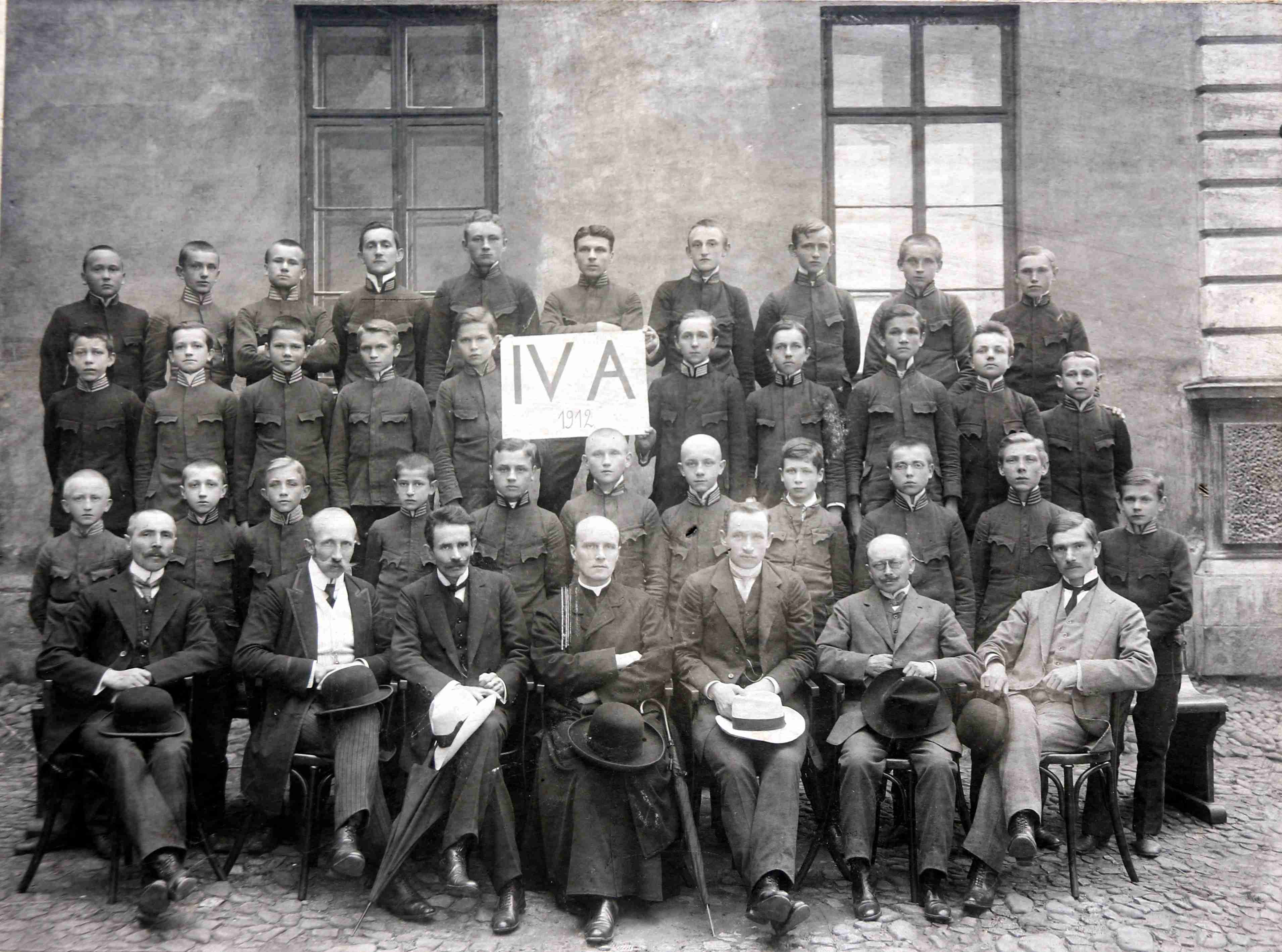
Gimnazjum w Bochni,
Andrzej Bieniek trzeci od lewej, w pierwszym rzędzie od góry, 1912

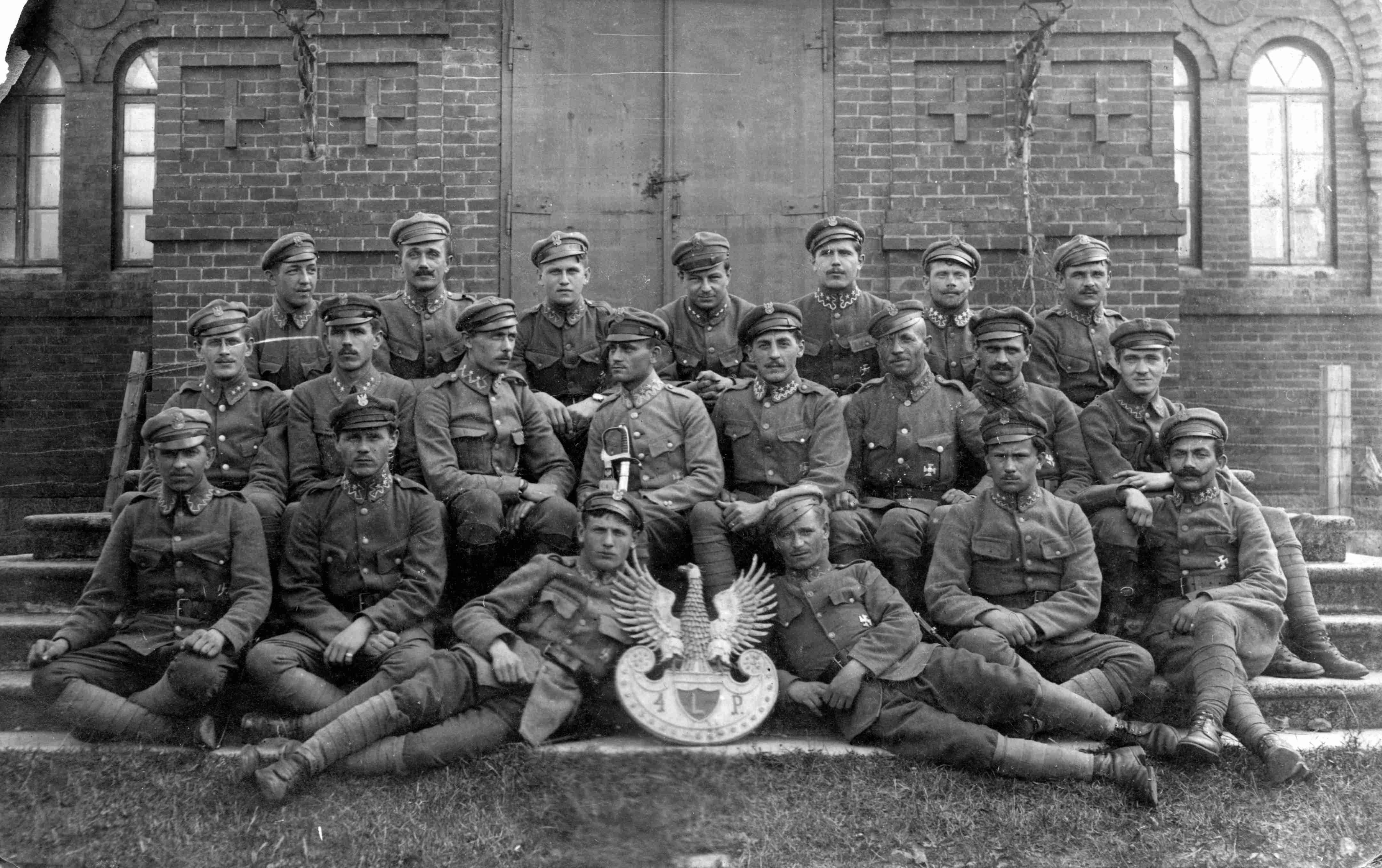
4 Pułk Piechoty Legionów Polskich, Andrzej Bieniek drugi od prawej, w rzędzie na dole

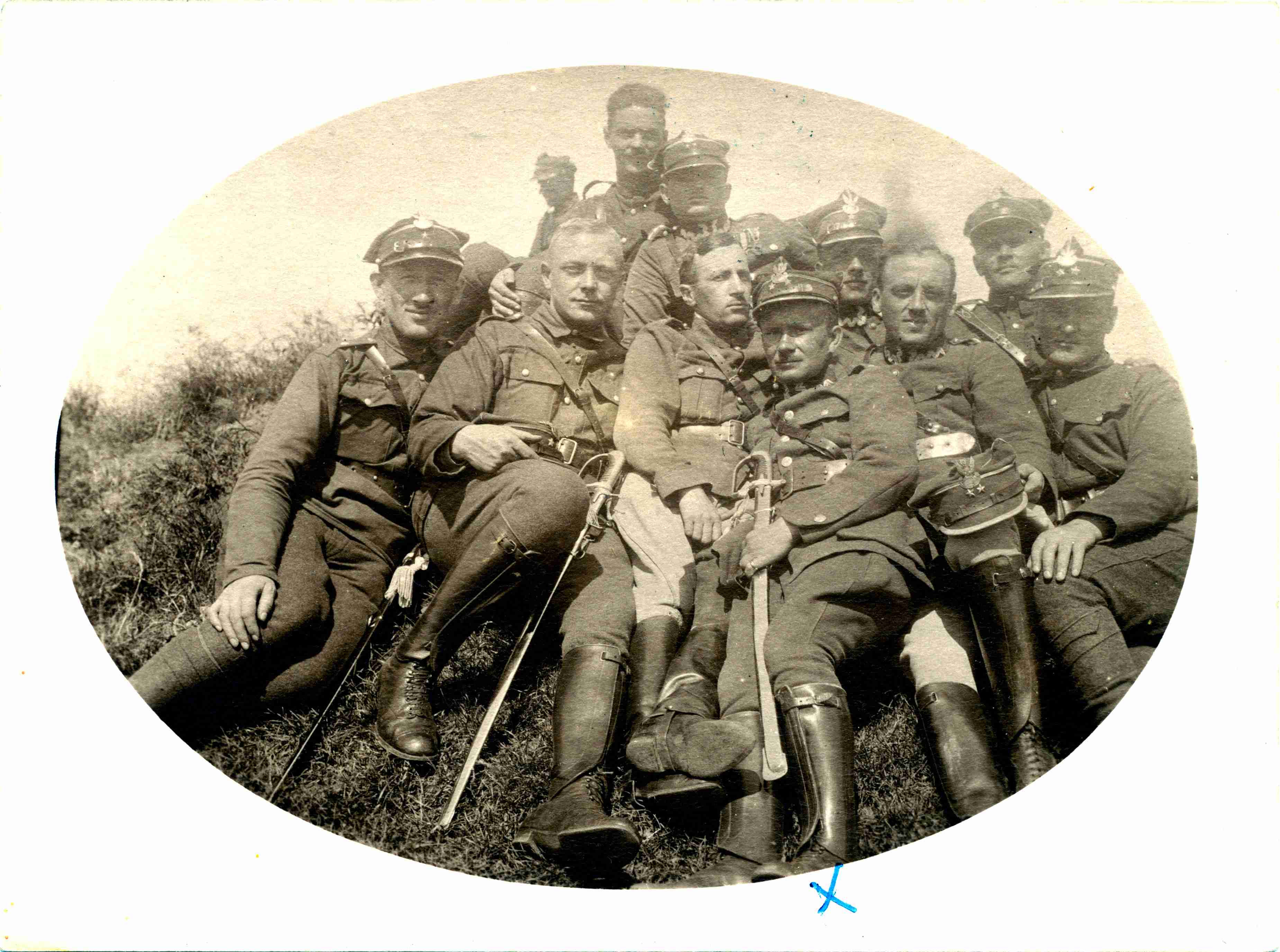
Andrzej Bieniek z legionistami 4 Pułku Piechoty LP

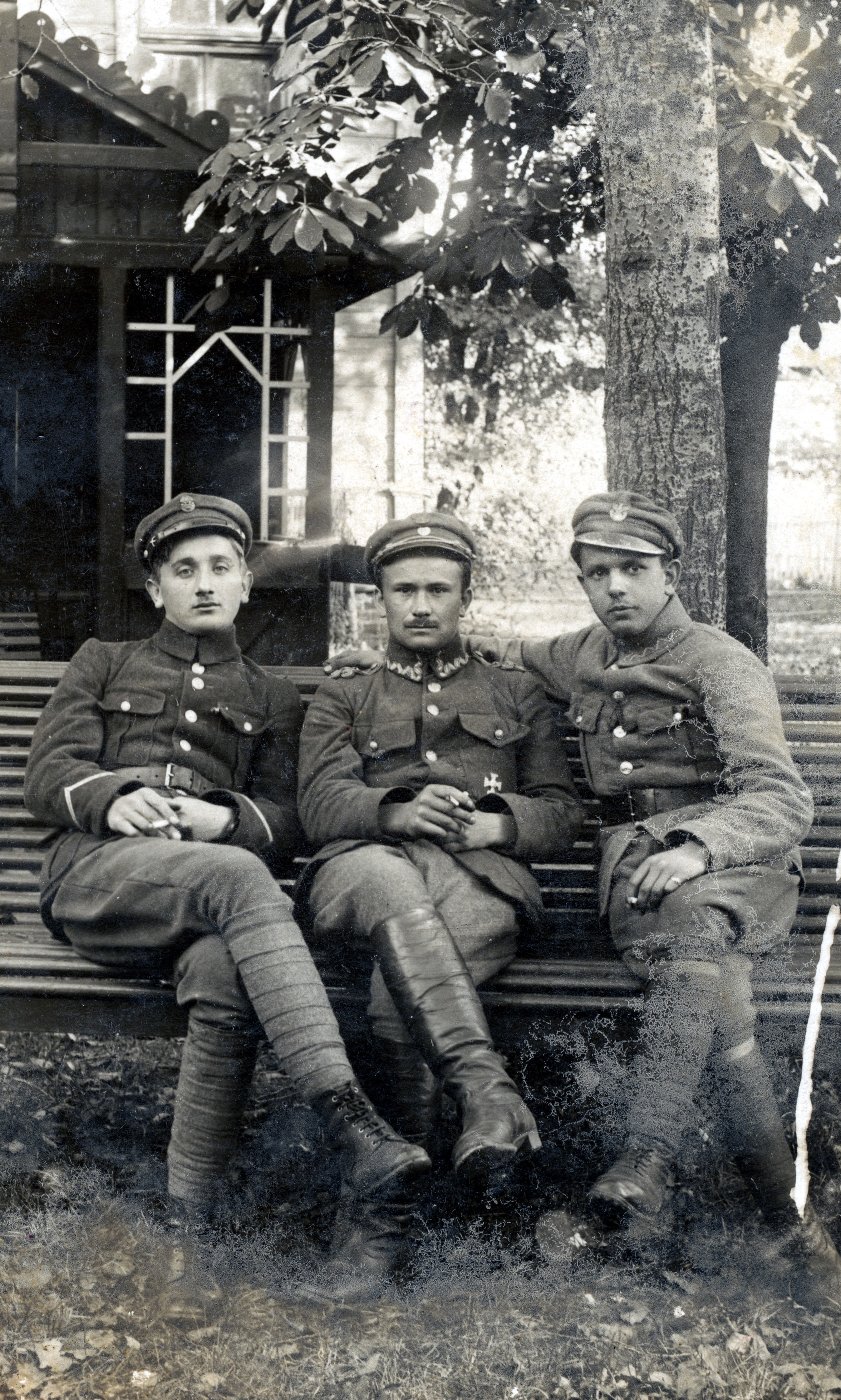
Andrzej Bieniek (w środku)

Andrzej Bieniek urodził się w rodzinie chłopskiej Michała i Katarzyny z domu Rachwał. 
Po ukończeniu szkoły podstawowej w Bratucicach uczęszczał do bocheńskiego gimnazjum (obecnie I LO w Bochni), które przerwał i 6 września 1914 wstąpił do Legionów Polskich. Początkowo służył w 2 Pułku Piechoty. Od 10 maja 1915 służył w 10 Kompanii III Batalionu 4 Pułku Piechoty III Brygady Legionów Polskich, zaś od 16 czerwca 1916 w orkiestrze pułku. Już jako żołnierz Legionów uzyskał w 1916 świadectwo dojrzałości. 12 czerwca 1917 wystąpił do Tymczasowej Rady Stanu o przyznanie mu obywatelstwa Królestwa Polskiego. Był odnotowany także w 6 Pułku Piechoty III Brygady Legionów Polskich. Podjął też studia na Wydziale Prawa i Administracji Uniwersytetu Jagiellońskiego, które jednak okazały się trudne do pogodzenia ze służbą wojskową. 
Przeniósł się do Krajowej Szkoły Kupieckiej w Przemyślu, którą ukończył w 1918. W tym czasie też pracował w cukrowni w Chodorowie, należącej do arystokratycznej rodziny Lanckorońskich. Łączył teorię handlu z praktyką gospodarczą.
Po odzyskaniu przez Polskę niepodległości wstąpił ponownie do Wojska Polskiego.
W czasie urlopu w roku akademickim 1919/1920 rozpoczął studia na dwóch kierunkach: handlowym i dyplomatyczno-konsularnym w Wyższej Szkole Handlowej w Warszawie, przemianowanej w 1933 na Szkołę Główną Handlową w Warszawie.
W latach 20. pracował początkowo jako nauczyciel przedmiotów handlowych w państwowej Szkole Męskiej w Łodzi.
W 1924 obronił pracę dyplomową Rozbiory Polski w świetle prawa międzynarodowego.
Pomimo rezygnacji ze studiów prawniczych tematyka prawnicza była mu bliska. Uzyskał tytuł magistra za pracę Makler okrętowy i przewoźnik morski.
W 1927, w wyniku konkursu rozpisanego przez Ministerstwo Wyznań Religijnych i Oświecenia Publicznego, przeniósł się do Warszawy. Został nauczycielem w Państwowej Szkole Handlowej Męskiej im. Roeslerów.
W 1927 został też powołany przez senat Wyższej Szkoły Handlowej w Warszawie na stanowisko asystenta przy wykładach księgowości prowadzonych przez prof. E. Mińskiego. Od 1929 był asystentem u prof. H. Sachsa, a następnie u prof. K. Czerwińskiego. W 1931 został mianowany starszym asystentem.
Sporo publikował. W okresie międzywojennym ukazało się kilkanaście jego prac o różnym charakterze: od bardzo popularnych, propagujących średnie szkoły handlowe i fachowych z dziedziny księgowości, aż po naukową rozprawę opublikowaną na podstawie pracy magisterskiej.
Uzyskał dyplom doktora nauk ekonomicznych w 1938 na podstawie pracy Zarys systematyki kosztów własnych.

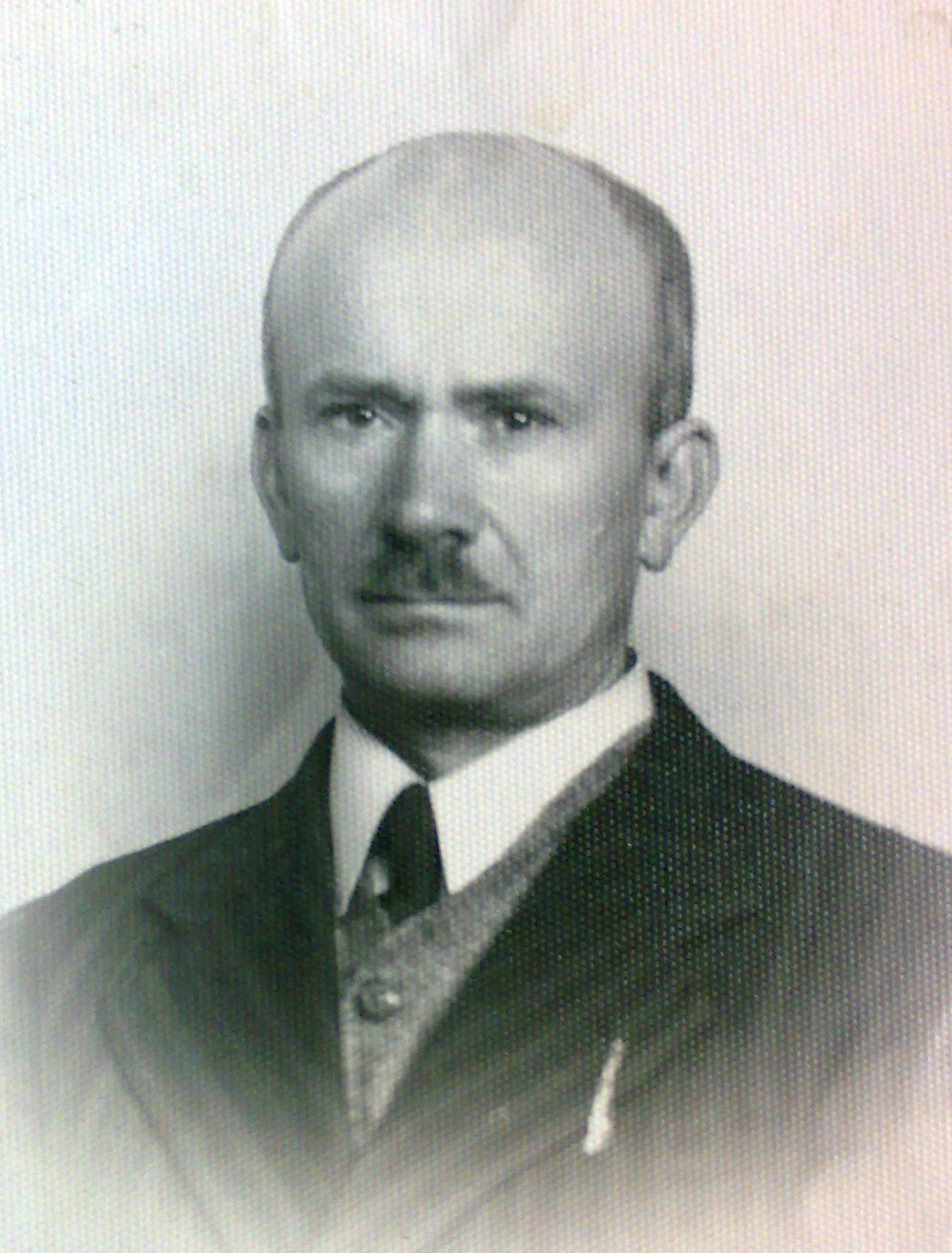
Andrzej Bieniek

Zajmował się głównie problemami organizacji księgowości w przedsiębiorstwach oraz rachunkiem kosztów. Przywiązywał duże znaczenie do metod nauczania przedmiotów handlowych. Od 1935 prowadził specjalne wykłady na ten temat dla studentów Studium Pedagogicznego w Szkole Głównej Handlowej w Warszawie.
Był sekretarzem generalnym Rady Głównej Zrzeszeń i Rzeczoznawców Księgowości. Występował z inicjatywami zjednoczenia ruchu organizacyjnego księgowych w Polsce. Ponadto pełnił funkcję wiceprezesa Stowarzyszenia Nauczycieli Szkół Zawodowych.

## Okres II wojny światowej i konspiracji
W latach 1940/1941, 1941/1942, 1942/1943 kontynuował pracę dydaktyczną w Miejskiej Szkole Handlowej, w której realizowano zakonspirowany program nauczania Szkoły Głównej Handlowej. Prowadził zajęcia z następujących przedmiotów: księgowość, księgowość bankowa, księgowość przemysłowa. W szkole tej, kierowanej przez prof. Edwarda Lipińskiego, pełnił funkcję skarbnika.
W czasie drugiej wojny formalnie był zatrudniony w przedsiębiorstwie niemieckim jako rewident, co stwarzało mu możliwość przekraczania granic ówczesnej Generalnej Guberni i odbywania licznych podróży. Wykorzystywał to w pracy konspiracyjnej w celu utrzymywania kontaktów z Polakami walczącymi z okupantem na ziemiach polskich przyłączonych do III Rzeszy. Nosił pseudonimy „Krawczyk" oraz „Drabek”. 

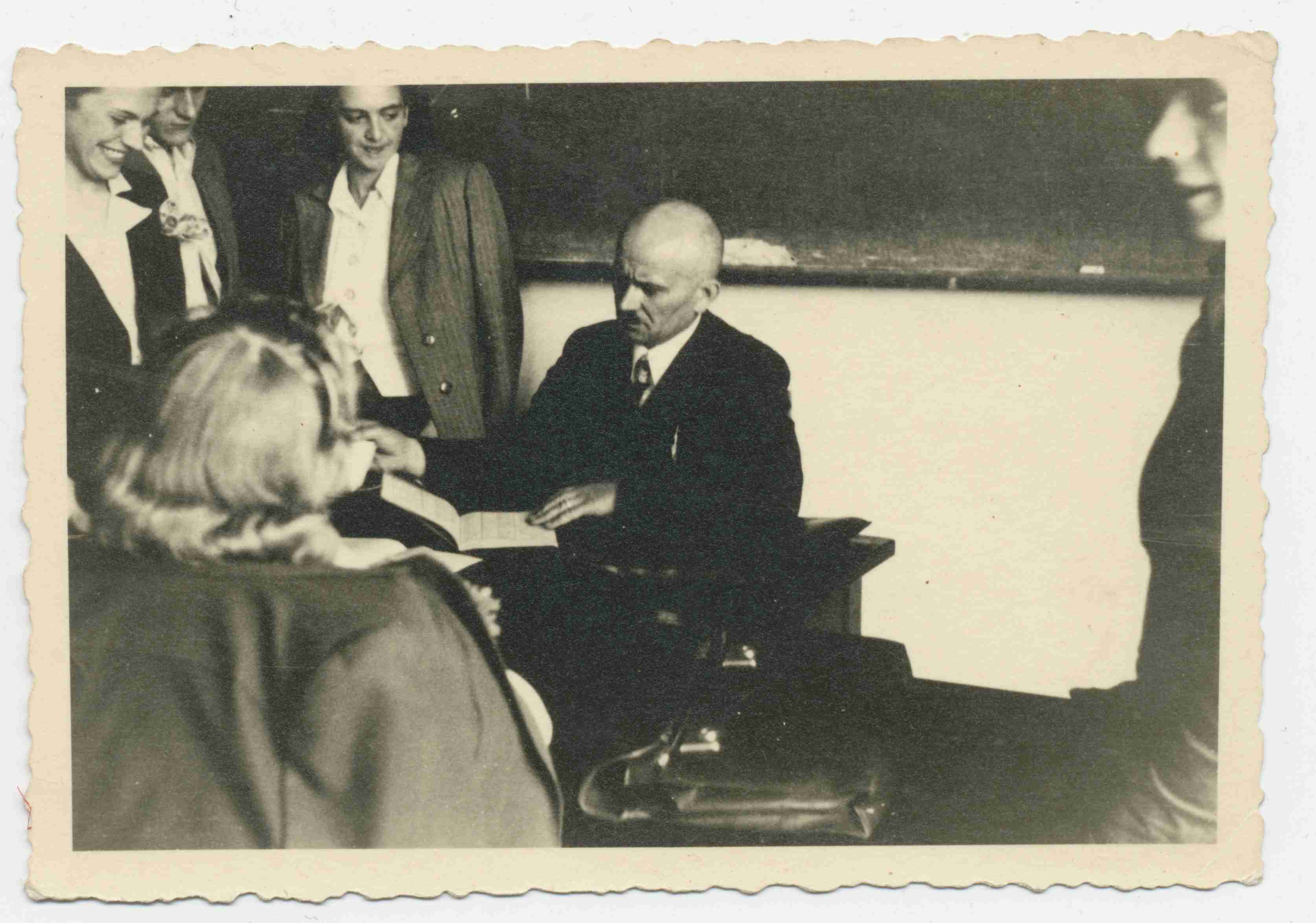
Dr Andrzej Bieniek podczas tajnych kompletów, 1943

Od 1942 kierował Wydziałem Centralnej Księgowości wchodzącym w skład VII Oddziału Komendy Głównej Armii Krajowej, noszącego nazwę: Biuro Finansów i Kontroli. Działał także jako wykładowca i skarbnik w konspiracyjnej Szkole Głównej Handlowej, występującej oficjalnie pod nazwą Miejskiej Szkoły Handlowej.
W ramach Biura Kontroli i Finansów, którym przez cały okres okupacji dowodził podpułkownik Stanisław Thun, stworzono szereg wydziałów: Sekretariat, Kasę Główną, Centralną Księgowość, którą kierował por. dr Andrzej Bieniek, Wydział Kas Podręcznych i Walutowych, Wydział Kas Depozytowych, Wydział Kontroli i Zaopatrzenia, Wydział Produkcji Banknotów (fałszywych), Centralną Opiekę Podziemną (opieka nad uwięzionymi i ich rodzinami, wysyłanie paczek do więzień i obozów, czasem próby wykupu uwięzionych), Wydział Inwestycji i Zakupów zajmujący się skrytkami, Zespół Ochrony i Transportu (transport pieniędzy i ich ochrona), Przedsiębiorstwa (legalnie działające firmy, pod których szyldem działała Armia Krajowa) i Magazyny. Armia Krajowa cechowała się zatem wieloszczeblową i skomplikowaną strukturą zarządzania. Wiedza głównego księgowego, którym był Andrzej Bieniek, musiała być zatem rozległa.
15 maja 1944 Gestapo wtargnęło do prywatnego mieszkania Janiny Walewskiej przy ulicy 6 Sierpnia (obecnie ul. Nowowiejska) w Warszawie. Oprócz właścicielki występującej jako Hanna Gadomska aresztowano Jadwigę Kruszewską (pseud. „Wiga”), Jadwigę Kubiak („Kubę”), dr medycyny Izabelę Łopuską, legitymującą się fałszywą kennkartą wystawioną dla rzekomej folksdojczki Marty Schultz, oraz por. dr. Andrzeja Bieńka („Krawczyka”). Zatrzymana wraz z nimi bardzo młoda łączniczka, zwana „Lalą” (nazwisko nieznane), ułatwiła Niemcom likwidację grupy, udzielając istotnych informacji. W wyniku dokładnej rewizji przeprowadzonej w lokalu Niemcy znaleźli broń, pieniądze – „młynarki” i obcą walutę. Wszystkie aresztowane osoby działały w VII Oddziale Komendy Głównej Armii Krajowej (Biuro Finansów i Kontroli). Najbardziej obciążone: Jadwiga Kubiak „Kuba” i Izabela Łopuska już w siedzibie Gestapo w alei Szucha zażyły truciznę, którą miały starannie ukrytą. Na rozkaz Niemców zostały „niestety” odratowane przez polskich lekarzy-więźniów przebywających na Pawiaku. Rozpoczęło się długotrwałe, wielotygodniowe śledztwo połączone z torturami, w którym jedną z najważniejszych i najwięcej wiedzących osób był znawca księgowości por. dr Andrzej Bieniek.
Por. dr Bieniek w trakcie przesłuchań na Szucha był poddawany okrutnym, wręcz nieludzkim torturom. Był m.in. wieszany za ręce związane z tyłu (tzw. „słupek”). Został rozstrzelany w ruinach getta 26 lipca 1944 razem z grupą kobiet i mężczyzn. Wśród nich byli: Małgorzata Fornalska, Paweł Finder i Izabela Łopuska, aresztowana razem z por. dr. Bieńkiem.

## Rodzina
Andrzej Bieniek był żonaty z Marią Miecznikowską (1906–2002) (wnuczką Aurelii Miecznikowskiej), z którą miał córkę Zdzisławę (1931–1944) (zginęła w czasie Powstania Warszawskiego) i syna Andrzeja Zbigniewa (1934–1978).

## Ważniejsze publikacje[11]
- Polska metoda księgowości oparta na ekonomicznym systemie Taylora, 1927
- Temat dla przedsiębiorstwa bankowego, 1929, 1931, 1933
- Szkolna kasa oszczędności w szkole handlowej, 1934
- Rozbiory Polski w świetle prawa międzynarodowego, 1934
- Kontrola sprzedaży detalicznej dla celów księgowości, 1934
- Księgowość w przedsiębiorstwach przemysłowych, 1935
- Wstąpię do Szkoły Handlowej, 1935, 1936, 1937
- Zarys systematyki kosztów własnych, 1938
- Zasady analizy bilansów, 1939
- Chcę być kupcem, 1939
- Organizacja rachunkowości w przedsiębiorstwach przemysłowych, 1939
- Quelques remarques sur la théorie des prix de revient, 1939

## Ordery i odznaczenia
- Krzyż Niepodległości – 15 kwietnia 1932 „za pracę w dziele odzyskania niepodległości”[12]
- Krzyż Walecznych (dwukrotnie)
- Medal Pamiątkowy za Wojnę 1918–1921
- Medal Dziesięciolecia Odzyskanej Niepodległości
- Odznaka pamiątkowa 4 Pułku Piechoty Legionów Polskich